# Frans Wymeersch
Pour les articles homonymes, voir Wymeersch.
 (novembre 2017).
Si vous disposez d'ouvrages ou d'articles de référence ou si vous connaissez des sites web de qualité traitant du thème abordé ici, merci de compléter l'article en donnant les références utiles à sa vérifiabilité et en les liant à la section « Notes et références ».
Frans Wymeersch, né le 13 septembre 1952  à Saint-Nicolas, est un homme politique belge flamand, membre du Vlaams Belang.
Il est issu de l'enseignement moyen supérieur.

## Fonctions politiques
- conseiller communal à Saint-Nicolas (1989-1991) (1995-)
- député fédéral belge (1991-1995)
- membre du Conseil flamand (1992-1995)
- député au Parlement flamand :
  - depuis le 13 juin 1995 au 7 juin 2009